# Swiatosław Fiodorow
Swiatosław Nikołajewicz Fiodorow (ur. 8 sierpnia 1927 w Płoskirowie, zm. 2 czerwca 2000 w Moskwie) – rosyjski okulista, biznesmen i polityk. Specjalizował się w mikrochirurgii oka. Pionier keratotomii promienistej.

## Życiorys
Jego ojciec był oficerem Armii Czerwonej, który w ramach wielkiego terroru odsiedział w łagrze 17 lat (1938–1955). W młodości marzył o zostaniu pilotem, dlatego po ukończeniu szkoły średniej w 1943 wstąpił do przygotowawczej szkoły lotniczej w Erywaniu. Jednak z powodu utraty stopy w wypadku (1945) musiał nosić protezę, co wykluczyło karierę w lotnictwie. Po opuszczeniu szkoły lotniczej, rozpoczął studia medyczne, które ukończył w 1952 w Rostowie nad Donem i następnie praktykował w wielu szpitalach w różnych częściach Rosji. W 1960 wykonał pionierską na terenie ZSRR operację wszczepienia soczewki wewnątrzgałkowej. W latach 1961–1967 był szefem kliniki ocznej w Archangielsku, a następnie (1967) został szefem kliniki chorób oczu oraz laboratorium wszczepiania sztucznych soczewek do oka w III Instytucie Medycznym w Moskwie. Siedem lat później (1967) uzyskał stopień doktorski. W 1973 opracował nową technikę operacyjną leczenia wczesnego stadium jaskry (skleroplastykę). Jedną z najlepiej znanych metod rozwiniętych przez Fiodorowa była technika redukcji krótkowzroczności poprzez precyzyjne cięcie rogówki (cięcie zmieniało krzywiznę rogówki, co zmniejszało wadę wzroku).
W 1979 został szefem nowo utworzonego (na bazie jego laboratorium) moskiewskiego Interdyscyplinarnego Naukowo-Technicznego Kompleksu Mikrochirurgii Oka, gdzie wprowadził taśmowy (masowy) system operowania pacjentów (nawet 1200 dziennie). Każdy pacjent w systemie operacji Fiodorowa był przesuwany w czasie zabiegu od chirurga do chirurga, przy czym każdy chirurg zajmował się odrębną czynnością w ramach zabiegu, który trwał ok. 15 minut. W klinice Fiodorowa rocznie operowano nawet 300 000 pacjentów (u części występowały powikłania pooperacyjne). Od 1986 kierował moskiewską polikliniką mikrochirurgii oka. Pod koniec lat 80. XX w. Fiodorow, który sam należał do Komunistycznej Partii Związku Radzieckiego, wzywał do zniesienia systemu monopartyjnego w ZSRR. W 1991 Borys Jelcyn złożył mu propozycję objęcia funkcji premiera Rosji, którą jednak odrzucił. Rok później (1992) został współprzewodniczącym rosyjskiej Partii Wolności Gospodarczej. W latach 1995–1999 zasiadał jako deputowany w rosyjskiej Dumie Państwowej, gdzie szefował swojej małej partii. Był jednym z kandydatów w wyborach prezydenckich w Rosji w 1996 roku. Należał do Rosyjskiej Akademii Nauk, Rosyjskiej Akademii Nauk Medycznych oraz Rosyjskiej Akademii Nauk Przyrodniczych.
Po osiągnięciu rozgłosu i sławy stworzył sieć klinik mikrochirurgii oka w całej Rosji oraz zagranicą (we Włoszech, Polsce, Niemczech, Hiszpanii, Jemenie oraz Zjednoczonych Emiratach Arabskich). Był też pomysłodawcą specjalnego statku, który jako pływająca klinika okulistyczna odbywał rejsy po Morzu Śródziemnym oraz Oceanie Indyjskim.
Opracowane przez Fiodorowa techniki chirurgicznego leczenia krótkowzroczności oraz keratotomii promienistej były szeroko stosowane i modyfikowane m.in. w USA. Artykuły publikował w takich czasopismach jak m.in. „Journal of Refractive Surgery” oraz „American Intra-Ocular Implant Society Journal”.
Zginął 2 czerwca 2000 roku (w wieku 73 lat) w katastrofie helikoptera jego polikliniki, którym wracał z Tambowa do Moskwy. Maszyna runęła nad Moskwą, a Fiodorow był drugim pilotem. Był żonaty, miał 4 córki, spośród których 3 także zostały okulistkami-mikrochirurgami, a czwarta jest hispanistką.
Uhonorowany m.in. tytułem Bohatera Pracy Socjalistycznej (1987). W uznaniu jego zasług i osiągnięć został umieszczony w okulistycznej galerii sław American Society of Cataract and Refractive Surgery.